# Kaltat Zammur
Kaltat Zammur (arab. ‏ݣلتة زمور‎, fr. Gueltat Zemmour, hiszp. El Guelta)– miasto w Saharze Zachodniej.
Liczba mieszkańców w 2004 roku wynosiła 6 740.